# Pulchroglaucytes pulchra
Pulchroglaucytes pulchra is een keversoort uit de familie van de boktorren (Cerambycidae). De wetenschappelijke naam van de soort werd in 1882 als Leptocera pulchra gepubliceerd door Charles Owen Waterhouse.